# 梅爾辛
梅爾辛是土耳其南部地中海沿岸的一座大城市和港口，在土耳其的綽號為「地中海明珠」，由梅爾辛省負責管轄，海拔高度100米，受地中海氣候影響，每年平均降雨量661毫米，2011年人口859,680。

## 参考文献

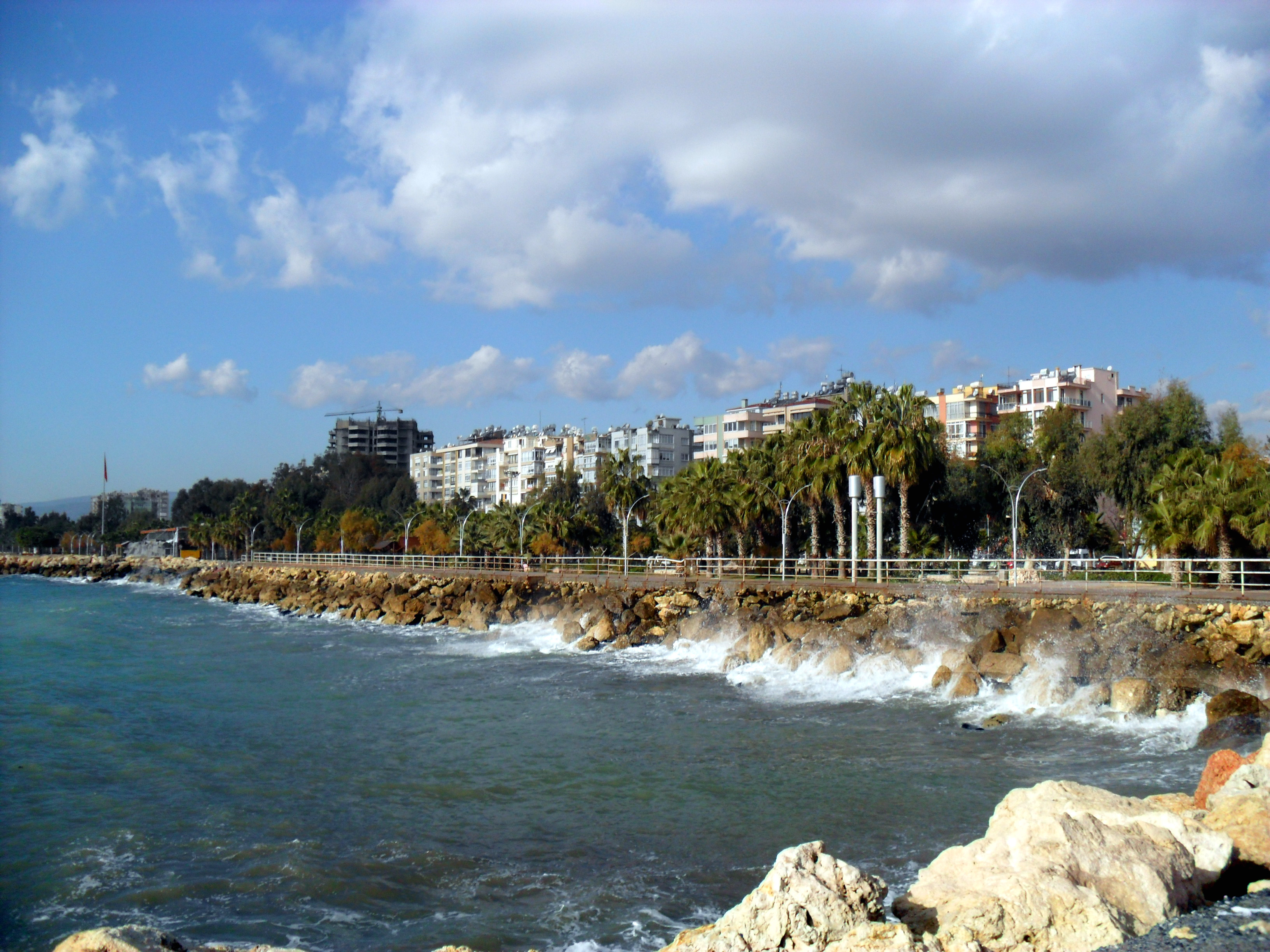
梅爾辛

## 外部連結
- Princeton Encyclopedia of Classical Sites
- Catholic Encyclopedia "Zephyrium" （页面存档备份，存于）
- Mersin Guide